# Uroš Lazić
Uroš Lazić (en serbe : Урош Лазић), né le 15 mars 2003 à Niš en Serbie, est un footballeur serbe qui évolue au poste d'arrière droit au Dynamo České Budějovice, en prêt de l'Étoile rouge de Belgrade.

## Biographie

### En club
Né à Niš en Serbie, Uroš Lazić est formé dans l'un des plus grands clubs du pays, l'Étoile rouge de Belgrade. Il commence toutefois sa carrière au FK Grafičar, où il est prêté en janvier 2021.
Le 27 mai 2021, Lazić prolonge son contrat avec l'Étoile rouge de Belgrade, étant alors lié au club jusqu'en juin 2025.
Uroš Lazić est prêté FK Radnik Surdulica en janvier 2023, le transfert est annoncé dès le 29 décembre 2022. Il découvre alors la première division serbe, jouant son premier match le 3 février 2023 face au FK Kolubara. Il est titularisé et son équipe s'incline par un but à zéro.
Le 22 février 2024, Uroš Lazić est cette fois-ci prêté au Dynamo České Budějovice, en Tchéquie, jusqu'à la fin de la saison,.
Il joue son premier match pour le club le 2 mars 2024, à l'occasion d'une rencontre de championnat face au FK Mladá Boleslav. Il entre en jeu à la place de Samuel Šigut et son équipe est battue par trois buts à un.

### En sélection
Avec l'équipe de Serbie des moins de 17 ans, il joue au total six matchs entre 2019 et 2020, et marque un but.
Uroš Lazić joue son premier match avec l'équipe de Serbie espoirs le 27 septembre 2022, contre la Bulgarie où il est titularisé (1-1 score final).